# SC Bietigheim-Bissingen
SC Bietigheim-Bissingen – niemiecki klub hokejowy z siedzibą w Bietigheim-Bissingen.

## Historia
Dotychczasowe nazwy klubu
- SC Bietigheim-Bissingen/Kornwestheim (do 1991)
- SC Bietigheim-Bissingen (od 1991)
  - Bietigheim Steelers (1992-2001)

Przed edycją DEL (2021/2022) drużyna została przyjąta do rozgrywek DEL.

## Sukcesy
- Złoty medal mistrzostw 2. Ligi Południe: 1997
- Złoty medal mistrzostw 2. Bundesligi: 2009, 2013
- Puchar Niemiec: 2012, 2013
- Srebrny medal DEL2: 2014, 2016, 2017
- Złoty medal DEL2: 2015, 2018, 2021